# Holín
Holín é uma comuna checa localizada na região de Hradec Králové, distrito de Jičín‎.